# 美身真小鯉
美身真小鯉（学名：Cyprinella callistia）为輻鰭魚綱鯉形目雅羅魚科的其中一種，分布於北美洲美國田納西州東南方、喬治亞州西北方、阿拉巴馬州及密西西比州東北部，體長可達13公分，有一條明亮的橙色/黃色尾巴和尾巴底部的黑色斑點。它們擁有該屬最大的繁殖結節，頭部和身體上也有角質突起，有助於產卵，棲息在礫石底質、水流快速的小溪，屬肉食性，以蚊子及黑蚊幼蟲為食。